# Якоби, Герман Георг
Ге́рман Гео́рг Я́коби (нем. Hermann Georg Jacobi; 1850—1937) — немецкий санскритолог.
Профессор в Киле, потом в Бонне. Занимался преимущественно изучением пракрита, джайнизма, классической санскритской литературы, индийской метрики и хронологии. Член-корреспондент Петербургской Академии наук c 07.12.1902 по историко-филологическому отделению (разряд восточной словесности).

## Труды
- «The Kalpasutra of Bhadrabahu» (Лпц., 1879);
- «The Acaranga Sutra of the Cvetambara Jains» (Лонд., 1882);
- «Sthavirâvâli Charita» (Калькутта, 1891);
- «Ausgewählte Erzählungen in Māhārāshtri» (Лпц., 1886);
- «Das Rāmāyana, Geschichte und Inhalt» (Бонн, 1893);
- «The computation of Hindu dates in inscriptions etc.» (в «Epigraphia Indica», Калькутта, 1892);
- «Kompositum und Nebensatz. Studien über die indogerman. Sprachentwickelung» (Бонн, 1897);
- «Ueber das Alter des Rigveda» (в «Festgruss an Rudolf von Roth», Штутг., 1893).